# Wim Hulst
Wim Hulst (Krommenie, 9 december 1916 – Schagen, 1998) was een Nederlandse communist, actief in de CPN, en de Vereniging Nederland-USSR. Begin jaren dertig werd hij lid van de socialistische jeugdbeweging de AJC, en vanaf 1932 lid van de Communistische Jeugdbond; tijdens de Tweede Wereldoorlog was hij betrokken bij het verspreiden van de illegale De Waarheid.  
In 1945 werd hij adjunct-directeur van het communistische dagblad De Waarheid en lid van de gemeenteraad van Assendelft voor de CPN; in 1947 werd hij lid van het hoofdbestuur van de Vereniging Nederland-USSR, een organisatie die als doel had informatie over de Sovjet-Unie te verspreiden. Hij was daar eerst werkzaam als secretaris en van 1967 tot zijn dood als voorzitter; ook was Hulst lange tijd directeur van Vernu, het reisbureau van de Vereniging Nederland-USSR. 
In 1967 verbrak de CPN, in verband met allerlei verwikkelingen in die partij, alle banden met de Vereniging Nederland-USSR. Hulst bleef onverminderd in functie bij de vereniging maar hij moest zijn zetel in de gemeenteraad van Assendelft opgeven.